# Relations étrangères du Japon de l'ère Meiji
La modernisation des relations étrangères du Japon de l'ère Meiji à partir de 1868 marque une étape importante dans la constitution du Japon comme membre à part entière de la communauté internationale. La vision du monde traditionnelle en Asie de l'Est n'est historiquement pas fondée sur une société internationale d'unités nationales mais sur des distinctions culturelles et des relations tributaires. Ce sont les moines, les savants et les artistes plutôt que des envoyés diplomatiques professionnels qui servent généralement de convoyeurs de la politique étrangère des États asiatiques. Les relations étrangères sont davantage liées aux désirs du souverain qu'à l'intérêt public.

## Contexte historique
Lorsque le commodore américain Matthew C. Perry met un terme par la force à la politique d'isolement du shogunat Tokugawa (sakoku), le Japon découvre que la géographie seule n'assure plus sa sécurité : le pays est sans défense contre les pressions militaires et l'exploitation économique par les puissances occidentales. Afin d'émerger de sa période féodale, le Japon doit éviter le sort colonial d'autres pays d'Asie en établissant une véritable indépendance et égalité nationale.
Après que les navires noirs de l'escadron naval de Perry, ont contraint le Japon à établir des relations avec le monde occidental, le premier débat de politique étrangère du gouvernement de Meiji est de savoir si le Japon doit se lancer dans une vaste modernisation pour faire face à la menace de l'« avancée vers l'est de la puissance occidentale », qui a déjà violé l'indépendance de la Chine, ou « expulser les barbares », traduction du slogan sonno joi, et retourner à sa politique d'isolement. L'ouverture du pays provoque un bouleversement qui entraîne la disparition du bakufu Tokugawa mais les shoguns de la période sont trop faibles pour constituer une opposition sérieuse. L'ouverture du Japon accélère une révolution qui n'attend que de se produire.
À partir de la restauration de Meiji de 1868 qui établit un nouveau régime centralisé, le Japon vise à « rassembler la sagesse du monde entier » et se lance dans un ambitieux programme de réformes militaires, sociales, politiques et économiques qui le transforment en l'espace d'une génération en un État-nation moderne et une importante puissance mondiale. L'oligarchie de Meiji est consciente des progrès de l'Occident et des « missions d'apprentissage » sont envoyées à l'étranger pour en absorber autant que possible. La mission Iwakura, la plus importante d'entre elles et emmenée par Iwakura Tomomi, Kido Takayoshi et Okubo Toshimichi, comprend quarante-huit membres au total et passe deux années (1871-1873) en tournée aux États-Unis et en Europe où elle étudie tous les aspects des nations modernes, comme les institutions gouvernementales, les tribunaux, les systèmes pénitentiaires, les écoles, l'import-export, les usines, les chantiers navals, les usines de verre, les mines et autres entreprises. À son retour, les membres de la mission appellent à des réformes intérieures qui aideront le Japon à rattraper l'Occident.
La révision des traités inégaux imposés au Japon dans les années 1850 et 1860, devient une priorité absolue. Les dirigeants Meiji dessinent aussi une nouvelle vision modernisée du rôle de chef de file du Japon en Asie mais se rendent également compte que ce rôle exige du Japon qu'il développe sa force nationale, cultive le nationalisme parmi la population et détermine soigneusement sa politique à l'égard des ennemis potentiels. Les Occidentaux ne peuvent plus être considérés comme des « barbares » par exemple. En temps voulu, le Japon constitue un corps de diplomates professionnels.

## Militarisation
La politique étrangère du Japon moderne est façonnée au départ par la nécessité de concilier son identité asiatique avec son désir de statut et de sécurité dans un ordre international dominé par l'Occident. Les objectifs principaux de politique étrangère de l'ère Meiji (1868-1912) sont de protéger l'intégrité et l'indépendance de la nation contre la domination occidentale et de gagner l'égalité de statut avec les grandes nations de l'Occident en annulant les traités inégaux. Parce que la peur de la puissance militaire occidentale est la principale préoccupation des dirigeants Meiji, leur priorité est de satisfaire les exigences de base de la défense nationale sous le slogan « Enrichir le pays, renforcer l'armée » (Fukoku kyōhei). Ils observent que l'établissement d'un appareil militaire moderne nécessite la conscription nationale qui dépend de la main-d’œuvre d'une population éduquée de manière adéquate, d'un corps d'officiers formés, d'une chaîne de commandement sophistiquée et d'une stratégie et de tactiques adaptées aux conditions contemporaines. Cet objectif nécessite enfin des armes modernes avec les usines pour les fabriquer, suffisamment de richesse pour les acheter et un système de transport pour les livrer.
Un important objectif de la militarisation est de gagner le respect des puissances occidentales et de parvenir à l'égalité de statut pour le Japon au sein de la communauté internationale. L'inégalité de statut est symbolisée par les traités imposés au Japon lorsque le pays a été ouvert aux relations étrangères. Ces traités sont inacceptables pour les Japonais non seulement parce qu'ils imposent des tarifs douaniers peu élevés sur les importations étrangères et que les industries nationales sont ainsi handicapées mais aussi parce que leurs dispositions accordent un quasi-monopole du commerce extérieur aux étrangers et accordent le statut extraterritorial aux ressortissants étrangers au Japon, les exemptant de la juridiction japonaise et plaçant le Japon dans la catégorie inférieure des nations civilisées. Bon nombre des réformes sociales et institutionnelles de l'ère Meiji sont conçues pour éliminer les stigmates d'arriération et d'infériorité représentés par les « traités inégaux » et une tâche majeure de la diplomatie Meiji consiste à mettre en œuvre une pression suffisante pour la révision de ces anciens traités.

## Expansion outre-mer
Une fois créée, la machine militaire Meiji est utilisée pour étendre la puissance japonaise à l'étranger car de nombreux dirigeants croient que la sécurité nationale dépend de l'expansion et non pas seulement d'une solide défense. Dans les trente années qui suivent la restauration de Meiji, les forces militaires du pays combattent et vainquent la Chine impériale lors de la guerre sino-japonaise (1894-1895), s'emparent de Taïwan et emportent la reconnaissance par la Chine de l'indépendance de la Corée. Dix ans plus tard, à l'issue de la guerre russo-japonaise (1904-1905), le Japon défait la Russie tsariste et prend possession du sud de l'île de Sakhaline ainsi qu'une position d'influence primordiale en Corée et en Mandchourie du Sud. À cette époque, le Japon est alors en mesure de négocier la révision des traités inégaux avec les puissances occidentales et forme en 1902 une alliance avec la Grande-Bretagne, première puissance mondiale au seuil du XXe siècle.

### Îles Ryūkyū
En 1879, le Japon annexe formellement le Royaume de Ryūkyū (voir îles Ryūkyū), soumis au clan Shimazu de la province de Satsuma depuis 1609.

#### Taïwan
L'île de Formose (Taïwan) a une population autochtone lorsque les commerçants néerlandais qui ont besoin d'une base asiatique pour commercer avec le Japon et la Chine arrivent en 1623. La Compagnie néerlandaise des Indes orientales (VOC) commence bientôt à gouverner les indigènes. La Chine prend le contrôle de l'île dans les années 1660 et y envoie des colons.
En 1873 et 1874, des frictions surviennent entre la Chine et le Japon relativement à Taïwan, en particulier lorsque les Japonais lancent une expédition punitive à Taïwan à la suite de l'assassinat de plusieurs habitants d'Okinawa par des aborigènes taïwanais. Dans les années 1890, l'île est habitée par environ 2,3 millions de Chinois Han et 200 000 membres de tribus indigènes. Après sa victoire à l'issue de la première guerre sino-japonaise en 1894–95, le traité de paix cède l'île au Japon.
Le Japon espère obtenir beaucoup plus d'avantages de l'occupation de Taïwan qu'il n'en reçoit effectivement. Les Japonais se rendent compte que leurs quatre îles principales (Honshū, Hokkaidō, Kyūshū et Shikoku) ne peuvent fournir que des ressources de base limitées et espèrent que Taïwan, avec ses terres fertiles, compensera cette pénurie. En 1905, Taïwan produit du riz et du sucre et se paye avec un léger excédent. Peut-être plus important encore, le Japon gagne un énorme prestige en étant le premier pays non-blanc à exploiter une colonie moderne. Il apprend à ajuster ses normes bureaucratiques d'inspiration allemande aux conditions réelles et comment faire face à de fréquentes insurrections. Le but ultime est de promouvoir la langue et la culture japonaise mais les administrateurs se rendent compte qu'ils doivent d'abord s'adapter à la culture chinoise des Taïwanais. Le Japon considère qu'il est porteur d'une mission civilisatrice et ouvre des écoles afin que les paysans puissent devenir des ouvriers productifs et patriotiques. Les installations médicales sont modernisées et le taux de mortalité s'effondre. Pour maintenir l'ordre, le Japon installe un État policier qui surveille de près tout le monde. En 1945, le Japon est dépouillé de son empire et Taïwan est restitué à la Chine.

### Corée
La Péninsule Coréenne, territoire stratégiquement crucial essentiel à la défense de l'archipel japonais, occupe grandement l'attention du Japon au XIXe siècle. Les tensions antérieures avec la Corée ont été temporairement réglées par le traité nippo-coréen de 1876 qui ouvre les ports coréens au Japon et par la Convention de Tianjin en 1885 qui prévoit le retrait de Corée tant des troupes chinoises que des troupes japonaises envoyées pour soutenir des factions rivales à la cour coréenne. En réalité, la convention fait de la Corée un co-protectorat de Pékin et Tokyo à un moment où les intérêts britanniques, américains et russes dans la péninsule s'accroissent également.
En 1894, Chine et le Japon s'affrontent à propos de la Corée lors de la première guerre sino-japonaise et le Traité de Shimonoseki d'avril 1895 qui s'ensuit contraint la Chine défaite à reconnaître l'indépendance de la Corée et plus tard cette même année, des agents japonais assassinent l'impératrice coréenne Myeongseong opposée aux Japonais.
De façon ironique, une décennie après que le traité de Shimonoseki a forcé la Chine à reconnaître l'indépendance coréenne, le Japon, à la suite de la guerre russo-japonaise, contraint la Corée à signer le Traité de protection d'Eulsa en 1905, qui fait de la Corée un protectorat du Japon. En 1910, la Corée est formellement annexée à l'empire du Japon, début d'une période de domination coloniale japonaise de la Corée qui ne prend fin qu'en 1945.

### Chine
En 1871, malgré la consternation chinoise à propos de l'affirmation par le Japon de son contrôle sur les îles Ryūkyū l'année précédente, la Chine et le Japon signent le Traité sino-japonais d'amitié et de commerce.
Deux ans plus tard, en 1873, Soejima Taneomi, ministre japonais des Affaires étrangères qui a gagné la reconnaissance du gouvernement chinois pour sa gestion de l'incident du María Luz en 1872, est dépêché à Pékin comme ambassadeur. Son voyage a trois objectifs : l'un est de transmettre les félicitations de l'empereur Meiji à l'empereur Tongzhi âgé de 16 ans pour sa prise de pouvoir personnel, la seconde est d'échanger des documents relatifs au traité d'amitié et de commerce et le troisième est de discuter avec les Chinois de la punition de certains indigènes taïwanais qui ont tué plusieurs naufragés Okinawéens. Pourtant, en dépit de la reconnaissance que les Chinois lui ont exprimé pour la façon il a géré l'affaire du María Luz, Soejima trouve les fonctionnaires arrogants et difficiles dans les négociations. Il parvient néanmoins à obtenir une audience avec l'empereur de Chine et aide à négocier le protocole pour l'audience que l'empereur chinois doit accorder aux envoyés européens et américains en Chine, ce qui lui vaut la reconnaissance tant des deux émissaires occidentaux qu'encore une fois de la cour impériale des Qing.
En 1874, les relations sino-japonaises sont mises à rude épreuve lorsque les Japonais entreprennent une action militaire contre Taïwan pour pacifier les indigènes. Le conflit entre la Chine et le Japon est évité en Corée en 1885 grâce aux négociations entre Li Hongzhang et Itō Hirobumi qui conduisent à la Convention de Tianjin, laquelle établit un protectorat conjoint sur la Corée. Cela revient à reporter d'une décennie une guerre relativement à la Corée.
Une tension diplomatique apparaît en 1894 lorsqu'une influente personnalité politique coréenne pro-japonaise est assassinée à Shanghai avec complicité chinoise. Des éléments bellicistes au Japon appellent à une expédition punitive, appel auquel résiste le cabinet. Avec l'aide de plusieurs sociétés nationalistes japonaises, le mouvement religieux nationaliste illégal Tonghak (« Sagesse d'orient ») en Corée organise une rébellion paysanne qui est écrasée par les troupes chinoises. Le Japon répond avec force et défait rapidement la Chine à l'issue de la première guerre sino-japonaise (1894-1895). Après neuf mois de combats, un cessez-le-feu intervient et des pourparlers de paix ont lieu. Les exigences du vainqueur sont telles qu'un protectorat japonais sur la Chine semble envisagé mais une tentative d'assassinat sur Li Hongzhang, l'envoyé de la Chine aux pourparlers de paix, embarrasse le Japon qui accepte rapidement un armistice. Le Traité de Shimonoseki accomplit plusieurs choses : reconnaissance de l'indépendance coréenne ; cessation du tribut régulier de la Corée à la Chine ; indemnité de 200 millions de taels (onces d'argent chinois, l'équivalent en 1895 de 150 millions de dollars américains) de la Chine à la Corée ; cession de Taïwan, des îles Penghu et de la péninsule du Liaodong au Japon et ouverture des ports du Yangzi Jiang au commerce japonais. Il assure également le droit des Japonais à s'engager dans des entreprises industrielles en Chine.
Ayant leurs propres desseins impérialistes sur la Chine et craignant la désintégration imminente de l'empire du Milieu, la Russie, l'Allemagne et la France s'opposent conjointement au contrôle japonais de Liaodong. Menacé d'une manœuvre navale tripartite dans les eaux coréennes, le Japon décide de redonner Liaodong en échange d'une plus grande indemnité de la part de la Chine. La Russie intervient pour combler le vide en obtenant de la Chine un bail de vingt-cinq années pour Dalian (Dairen en japonais, également connu sous le nom Port Arthur) et des droits sur la Société des chemins de fer de Mandchourie du Sud, société japonaise semi-officielle, pour construire un chemin de fer. La Russie veut également louer plus de territoire en Mandchourie et, bien que le Japon est réticent à affronter la Russie sur cette question, il utilise la Corée comme élément de négociation : le Japon reconnaît les baux russes dans le sud de la Mandchourie si la Russie laisse les affaires coréennes au Japon. Les Russes acceptent seulement de ne pas entraver le travail des conseillers japonais en Corée mais en 1899, le Japon est en mesure d'utiliser des initiatives diplomatiques afin d'empêcher la Russie de louer du territoire coréen. Dans le même temps, le Japon est à même d'arracher une concession de la Chine qui accepte que les zones côtières de la province de Fujian de l'autre côté du détroit de Taïwan soient intégrées dans la sphère d'influence du Japon et ne puissent être louées à d'autres puissances. En 1900, les forces japonaises participent à la répression de la révolte des Boxers et exigent encore plus d'indemnité de la Chine.

### Alliance britannique
Le Japon parvient alors à gagner un allié occidental à sa cause. Le Japon et la Grande-Bretagne, qui veulent tous deux garder la Russie hors de la Mandchourie, signent en 1902 l'alliance anglo-japonaise qui reste en vigueur jusqu'en 1921 lorsque les deux parties signent le « Traité des quatre puissances sur les possessions insulaires » qui prend effet en 1923. Les Britanniques reconnaissent les intérêts japonais en Corée et assurent le Japon qu'ils resteront neutre en cas de guerre russo-japonaise mais participeraient plus activement si une autre puissance (probablement une allusion à la France) devait dans la guerre en tant qu'allié des Russes. Face à cette menace conjointe, la Russie devient plus conciliante envers le Japon et s'engage à retirer ses troupes de Mandchourie en 1903. Le nouvel équilibre du pouvoir en Corée favorise le Japon et permet à la Grande-Bretagne de concentrer ses intérêts ailleurs en Asie. Tokyo gagne de la sorte de l'influence sur les banques coréennes, ouvre ses propres institutions financières en Corée et commence la construction de chemins de fer et entrave les entreprises russes et françaises sur la péninsule.

### Guerre avec la Russie
Lorsque l'Empire russe manque à retirer ses troupes de Mandchourie à une date fixée, le Japon émet une protestation. La Russie répond qu'elle est d'accord pour une partition de la Corée le long du trente-neuvième parallèle avec une sphère japonaise au sud et une zone neutre au nord. Mais la Mandchourie doit rester en dehors de la sphère japonaise et la Russie ne garantit pas l'évacuation de ses troupes. Malgré l'insistance à la prudence de la plupart des genrō, l'aile dure du Japon lance un ultimatum à la Russie qui ne montre aucun signe d'être prête à de nouveaux compromis. La guerre russo-japonaise éclate en février 1904 avec les attaques surprises japonaises contre des navires de guerre russes à Dalian et Chemulpo (en Corée, maintenant appelée Incheon). Malgré d'énormes pertes de vie des deux côtés, les Japonais remportent une série de batailles terrestres puis vainquent définitivement la Flotte russe de la mer Baltique (rebaptisée « Deuxième escadre du Pacifique ») à la bataille de Tsushima en mai 1905. Par le traité de Portsmouth signé à l'issue d'une conférence de paix organisée par la médiation des États-Unis et qui se tient à Portsmouth dans l'État du New Hampshire, la Russie reconnaît les intérêts suprêmes du Japon en Corée et s'engage à éviter des « mesures militaires » en Mandchourie et en Corée. Les deux parties s'accordent à évacuer la Mandchourie, sauf le territoire de Guandong (un bail sur la péninsule de Liaodong) et à restituer les zones occupées à la Chine. La Russie transfère son bail sur Dalian et les territoires adjacents ainsi que les chemins de fer à l'empire du Japon, cède la moitié sud de Sakhaline au Japon et accorde des droits de pêche dans la mer d'Okhotsk et la mer de Béring au Japon.
Le nationalisme japonais s'intensifie après la guerre russo-japonaise et une nouvelle phase d'expansion continentale commence après 1905. Politiquement et économiquement, la Corée devient un protectorat du Japon et en 1910 est officiellement annexée en tant que partie de l'empire (cf. Histoire de la Corée durant la colonisation japonaise). Au moyen de la Société des chemins de fer de Mandchourie du Sud, les entrepreneurs japonais exploitent vigoureusement la Mandchourie. En 1907, l'Empire russe conclut un accord de traité avec le Japon aux termes duquel les deux parties reconnaissent réciproquement la sphère d'influence en Mandchourie de l'autre.

## Diplomates et lettrés
- Iwakura Tomomi
- Fukuzawa Yukichi, Même s'il n'a jamais occupé de poste au gouvernement, c'est une autre personnalité influente de l'ère Meiji. Prolifique écrivain sur de nombreux sujets, fondateur d'écoles et d'un journal, il est surtout connu comme pédagogue déterminé à persuader ses compatriotes japonais des bienfaits de l'occidentalisation.
- Ernest Satow, observateur et diplomate britannique.